# Cenizas (álbum)

Cenizas es un álbum de estudio del músico chileno-estadounidense Nicolás Jaar. Fue lanzado el 27 de marzo de 2020 por Other People.

## Recepción de la crítica
Cenizas fue recibida con elogios universales de la crítica. En Metacritic, que asigna una calificación promedio ponderada de 100 a las reseñas de las principales publicaciones, este lanzamiento recibió una puntuación promedio de 82, según 7 reseñas. 

## Listado de pistas
| Cenizas track listing |                      |          |  |
| N.º                   | Título               | Duración |  |
| 1.                    | «Vanish»             | 3:11     |  |
| 2.                    | «Menysid»            | 3:58     |  |
| 3.                    | «Cenizas»            | 4:39     |  |
| 4.                    | «Agosto»             | 2:47     |  |
| 5.                    | «Gocce»              | 3:56     |  |
| 6.                    | «Mud»                | 7:13     |  |
| 7.                    | «Vacíar»             | 2:17     |  |
| 8.                    | «Sunder»             | 3:05     |  |
| 9.                    | «Hello, Chain»       | 5:26     |  |
| 10.                   | «Rubble»             | 3:01     |  |
| 11.                   | «Garden»             | 5:25     |  |
| 12.                   | «Xerox»              | 3:19     |  |
| 13.                   | «Faith Made of Silk» | 5:23     |  |